# Yolanda and the Thief
Yolanda and the Thief is een Amerikaanse muziekfilm uit 1945 onder regie van Vincente Minnelli.

## Verhaal
De kleine crimineel Johnny Parkson Riggs reist naar Zuid-Amerika. Hij hoort er van Yolanda, een knap meisje dat een fortuin heeft geërfd. Hij gaat bij Yolanda op bezoek en laat haar geloven dat hij haar beschermengel is. Hij wordt al snel gewaar dat hij verliefd wordt op haar.

## Rolverdeling
| Acteur           | Personage            |
| ---------------- | -------------------- |
| Fred Astaire     | Johnny Parkson Riggs |
| Lucille Bremer   | Yolanda              |
| Frank Morgan     | Victor Budlow Trout  |
| Mildred Natwick  | Tante Amarilla       |
| Mary Nash        | Dueña                |
| Leon Ames        | Mijnheer Candle      |
| Ludwig Stössel   | Schoolmeester        |
| Jane Green       | Moeder-overste       |
| Remo Bufano      | Poppenspeler         |
| Francis Pierlot  | Pastoor              |
| Leon Belasco     | Taxichauffeur        |
| Gigi Perreau     | Gigi                 |
| Charles La Torre | Brigadier            |
| Michael Visaroff | Bediende             |